# (32049) Jonathanma
2000 JJ32 (asteroide 32049) é um asteroide da cintura principal. Possui uma excentricidade de 0.10404080 e uma inclinação de 5.55727º.
Este asteroide foi descoberto no dia 7 de maio de 2000 por LINEAR em Socorro.